# Neothauma tanganyicense
Neothauma tanganyicense là tên khoa học một loài ốc nước ngọt có mang, có mài và là động vật thân mềm thuộc nhóm Viviparidae. Tính đến thời điểm hiện tại, đây là loài ốc đầu tiên và cũng là loài duy nhất trong chi Neothauma. Nên ta có thể gọi nó là Neothauma.
Nơi phân bố của loài ốc nước ngọt này hiện tại rất ít, nó chỉ được tìm thấy ở hồ Tanganyika và ở tất cả bốn quốc gia giáp ranh Burundi, Cộng hòa Dân chủ Congo, Tanzania và Zambia mặc dù hiện tại vỏ hóa thạch của nó đã được phát hiện ở thủy vực hồ Edward và hồ Albert.
Chúng là loài địa phương khi ở bờ phía đông của hồ Tanganyika, tại Ujiji.
Chi Neothauma trước đây có một số loài, nhưng hầu hết bây giờ chúng đã tiến hóa và nằm trong các chi khác.
Chiều rộng của vỏ là 46 mm (1,8 in). Chiều cao của vỏ là 60 mm (2,4 in).

## Sinh thái học
Loài này sống ở độ sâu tới 65 m (213 ft). Có một số thông tin mâu thuẫn liên quan đến hành vi ăn của nó bao gồm:
Một nghiên cứu đề cập đến nó như là một loài chuyên ăn mảnh vụn, xác bã hữu cơ.
Một nghiên cứu khác cho biết rằng nó là loài săn mồi rất tích cực trên thảm thực vật dưới đáy hồ.
Và cuối cùng nó là loài ăn xác chết của những con ốc khác 
.
Khi Neothauma tanganyicense chết đi, chúng thường tạo thành thảm trên các khu vực rộng lớn và vỏ của chúng được sử dụng bởi một số loài động vật khác, chẳng hạn như các loài cá hoàng đế tí hon hay cua nước ngọt thuộc chi Platythelphusa. Những con ốc ở độ tuổi gần trường thành thì thường sống trong khu vực trầm tích để tránh kẻ thù.